# Бествиг
Бествиг (нем. Bestwig) — община в Германии, в земле Северный Рейн-Вестфалия.
Подчиняется административному округу Арнсберг. Входит в состав района Хохзауэрланд.  Население составляет 11 285 человек (на 31 декабря 2010 года). Занимает площадь 69,36 км².
Коммуна подразделяется на 8 сельских округов.
| Год  | Население |
| ---- | --------- |
| 1995 | 11 938    |
| 2000 | 12 063    |
| 2005 | 11 773    |
| 2010 | 11 366    |

## Личности

### Родившиеся в Бествиге
- Бодельшвинг Старший, Эрнст фон (1794-1854) — немецкий юрист по административным вопросам и государственный министр Королевства Пруссия
- Католь, Вильгельм (1854-1944) — немецкий техник и химик

## Фотографии

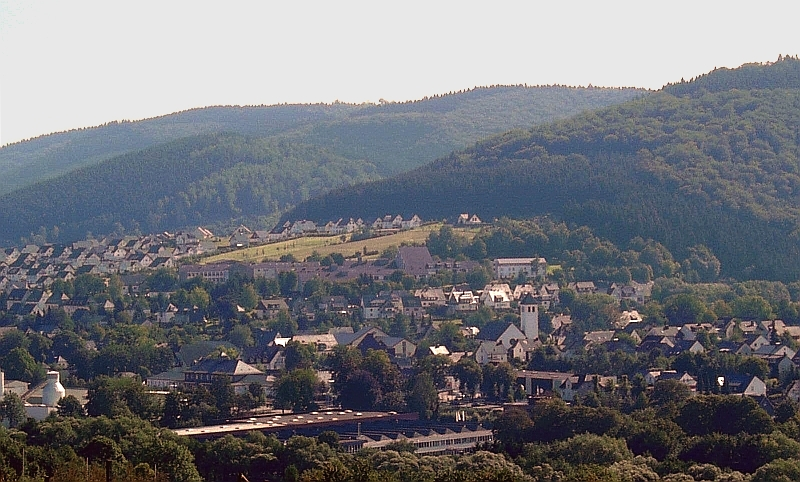
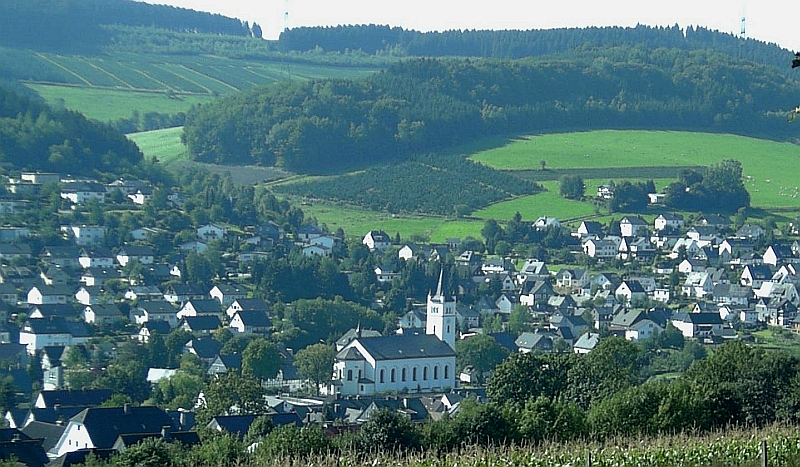
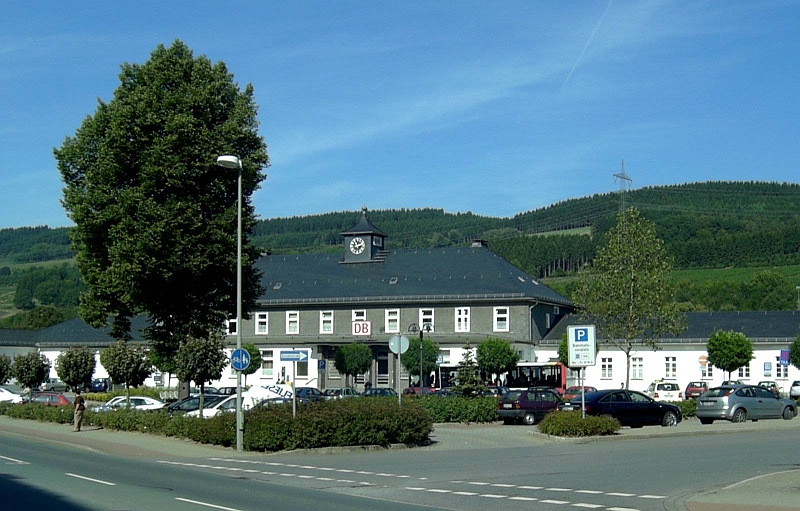
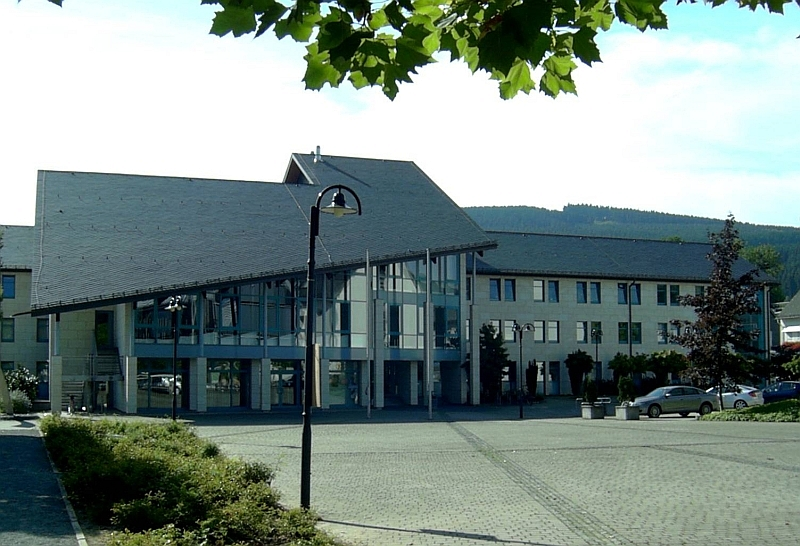